# Bherimalika
Bherimalika (Nepali भेरीमालिका) ist eine Stadt (Munizipalität) im Westen Nepals im Distrikt Jajarkot.
Bherimalika liegt oberhalb des Flusstals der Bheri auf einer Höhe von 1225 m.
Die Stadt entstand 2015 durch Zusammenlegung der Village Development Committees Bhur, Jagatipur, Khalanga und Punama. 
Die Stadtverwaltung befindet sich in Khalanga. Dort befindet sich auch der Sitz der Distriktverwaltung. 

## Einwohner
Bei der Volkszählung 2011 hatten die VDCs, aus welchen die Stadt Bherimalika entstand, 33.515 Einwohner (davon 16.458 männlich) in 6590 Haushalten.